# Pilar Burgués Monserrat
Pilar Burgués Monserrat (Escaldes-Engordany, 1958) és una escriptora andorrana de relats curts. Es va llicenciar en Geografia i Història a la Universitat de Saragossa. Ha treballat durant trenta anys a la Biblioteca Nacional d'Andorra, des del 1983 fins al 2012. Fou la precursora de les revistes Ex-libris Casa Bauró. Fulls de Bibliografia Arxivat 2015-02-04 a Wayback Machine. i del Catàleg de Publicacions del Govern d'Andorra Arxivat 2015-07-05 a Wayback Machine..
Els seus primers relats es van publicar a la revista andorrana Portella. Andorra, lletres, arts, tot i que ja havia participat com articulista en altres publicacions com ara l’Església de les Valls o els Annals de l'Institut d'Estudis Andorrans, entre d'altres. Flaixos de llum blanca és un recull de 34 microrelats autobiogràfics escrits entre el 2011 i el 2014, no ordenats cronològicament, il·lustrats per Berta Oromí.

## Obra
- Flaixos de llum blanca, a: Portella. Andorra, lletres, arts. Andorra: Col·lectiu Portella, 2012. Núm. 5, p. 30-32
- Flaixos de llum blanca. Andorra: Editorial Andorra, 2015 (ISBN 978-99920-53-76-8)